# Gilbertto Prado
Gilberto dos Santos Prado, (Santos, 16 de agosto de 1954) é artista multimídia e professor brasileiro do Departamento de Artes Plásticas da ECA - USP. É coordenador do Grupo Poéticas Digitais e trabalha com arte em rede e instalações interativas. Realizou e participou de inúmeras exposições no Brasil e no exterior.

## Trajetória artística e acadêmica
Gilbertto Prado inicia seus estudos na década de 1970 na Unicamp, onde estudou Engenharia e Artes plásticas. Por volta do mesmo período, inicia sua carreira artística com trabalhos ligados ao movimento de arte postal (mail art), sendo um dos artistas presentes na seção dedicada a esse movimento na XVI Bienal Internacional de Arte de São Paulo (1981). Em 1985/86 organizou a exposição Welcomet Mr. Halley, Mostra Internacional de Arte Postal, no Centro de Convivência de Campinas e no Paço das Artes em São Paulo, que contou com a participação de 257 artistas de 31 países.
Explorando os aspectos da arte em rede, passou a empregar tecnologias de comunicação a distância em suas peças, participando e organizando eventos de fax art, como o Faxarte I (março de 1989), Faxarte II (junho de 1989) e Connect (1991).
Ainda em 1989 passa a integrar o grupo Art-Réseaux, com Christophe le François, Isabelle Millet, Delphine Notteau, Karen O’Rourke e Michel Suret-Canale. Nesse grupo participou de diversos projetos, por exemplo o City Portraits (1990) concebido e dirigido por Karen O' Rourke, com imagens realizadas pelo grupo e seus correspondentes de nove cidades europeias e americanas e Mutations de l'image (1994). Em 1992 participou da exposição Machines à Communiquer - l'Atelier des Réseaux, com o projeto Moone: La face cachée de la lune, no qual participantes em locais distintos (Electronic Café de Paris, França e o de Kassel, Alemanha) construíam imagens em uma tela partilhada conectada via rede.
Em fevereiro de 1994 defendeu sua tese de doutorado, Expériences artistiques d'échange d'images dans les réseaux télématiques – La lingne lune imaginaire, na Universidade de Paris I, Panthéon Sorbonne, sob a orientação de Anne-Marie Duget. Nesse trabalho Prado buscou refletir acerca da exploração e dos modos de operação nas redes artísticas em meio às tecnologias de comunicação (principalmente o fax e computador) como espaços de possíveis trocas culturais.
A partir de 1995 desenvolveu o projeto wAwRwT no Laboratório Paulo de Laurentiz no Instituto de Artes da Unicamp, onde foi professor entre 1995 e 2001. Com a intenção de refletir sobre as poéticas tecnológicas, privilegiou a dimensão artístico-telemática e a realização de trabalhos artísticos em novos meios. Em 1997 participa da exposição Mediações, no Espaço Cultural Itaú, em São Paulo, com a instalação 9/4 Fragmentos de Azul. Em 1998 participou da mostra de Web Arte da XXIV Bienal de São Paulo (1998), com a web-instalação Depois do Turismo vem o Colunismo, que também fez parte da exposição City Canibal no Paço das Artes em São Paulo.
Em 2000 apresenta Desertesejo, desenvolvido no Programa Rumos Novas Mídias do Itaú Cultural, que foi restaurado em 2014 e faz parte da coleção do MAC-USP e da coleção de arte cibernética do Itaú Cultural. O projeto é um ambiente virtual interativo multiusuário construído em VRML que permite a presença simultânea de até 50 participantes. Por essa mesma instituição publicou em 2003 o livro Arte telemática: dos intercâmbios pontuais aos ambientes virtuais multiusuário, em que traça uma panorama da arte em rede desde os anos 1970 e introduz as técnicas e reflete sobre as possibilidades poéticas dos ambientes virtuais. Em 2004, em parceria com Arlindo Machado e Jeffrey Shaw, foi curador da exposição Emoção Art.ficial II: Divergências tecnológicas, também no Itaú Cultural.
Desde 2001 é Professor do Departamento de Artes Plásticas da ECA-USP (Escola de Comunicações e Artes da Universidade de São Paulo) onde pesquisa e ministra aulas nas linhas de artemídia, arte em rede, arte digital, artes visuais e instalação interativa. Atuando nessas mesmas linhas foi Professor Convidado da Université Paris 8 em 2004 e 2006, em cooperação com o Professor François Soulages. Desde 2015 atua no Programa de Pós-Graduação em Design da Universidade Anhembi-Morumbi. Seus artigos acadêmicos são publicados em coletâneas e revistas, como Ars, Leonardo, DATJournal, Aniav, Journal of Visual Design e Expresión Gráfica Arquitectónica. É membro do corpo editorial das revistas Ars (ECA), Galáxia (PUC-SP) e DATJournal (UAM). 
Desde 2002 coordena o  Grupo Poéticas Digitais (ECA-USP), com o qual desenvolveu diversos projetos como Acaso 30 (2005), Cozinheiro das Almas (2006), Amoreiras (2010), Encontros (2012), Mirante 50 (2014), Caixa dos Horizontes Possíveis (2014), Circuito Alameda (2018), entre outros.

## Produção Artística
Realizou e participou de exposições no Brasil e no exterior, entre elas:
- XVI Bienal de São Paulo (setor: Mail Art, 1981)
- Arte Xerox Brasil, Pinacoteca do Estado de São Paulo (1984)
- Welcomet Mr. Halley , Paço das Artes (1985)
- City Portraits/Art-réseaux, Galerie Donguy (1990)
- Atelier des Réseaux/Art-Réseaux - Machines à Communiquer, Cité des Sciences et de l'Industrie La Villette (1991)
- Mutations de l'image/Art-réseaux, Vidéothèque de Paris (1994)
- Arte e Tecnologia, MAC-USP (1995)
- Mediações, Itaú Cultural (1997)
- City Canibal, Paço das Artes SP (1998)
- II Bienal do Mercosul, Porto Alegre (1999)
- Link_Age- Muestra internacional de arte participativo, Gijon, Espanha (2001)
- 9º Prix Möbius International des Multimédias, Pequim (2001)
- XXV Bienal de São Paulo (Net Arte, 2002)
- Sala de Arte Contemporáneo Luis Miró Quesada Garland, Lima, Peru (2002)
- >=4D , CCBB - Brasília (2004)
- Corpos Virtuais, Oi Futuro, Rio de Janeiro (2005)
- Cinético Digital, Itaú Cultural (2005), com o Grupo Poéticas Digitais
- Extremidades do vídeo, 15˚ Videobrasil, SESC Pompéia, São Paulo (2005)
- Interconnect@ between attention and immersion, ZKM, Karlsruhe Alemanha (2006) com o Grupo Poéticas Digitais
- Memória do Futuro, Itaú Cultural (2007)
- Chain Reaction, Museum of the City of Skopje, Macedonia (2008)
- Paisajes, Braaaasiiiil: Cine, vídeo, performance, concierto, Museo Nacional de Arte Contemporáneo Reina Sofía, Madrid (2008)
- Bienal: Arte Nuevo InteractivA '09, Museo de la Ciudad, Mérida, Yucatan, México (2009)
- Galeria Expandida, Luciana Brito, São Paulo
- Emoçao Art.ficial 5.0, Itaú Cultural, São Paulo (2010)
- EmMeios#3, Museu Nacional da República, Brasília (2011) com o Grupo Poéticas Digitais
- III Mostra 3M de Arte Digital: Tecnofagias, Instituto Tomie Ohtake, São Paulo (2012) com o Grupo Poéticas Digitais
- EmMeios#5.0, Museu Nacional da República, Brasília (2013) com o Grupo Poéticas Digitais[18]

- Singularidades/ Anotações: Rumos Artes Visuais 1998-2013, Itaú Cultural, (2014);

- Caixa dos Horizontes Possíveis, Exposição individual com o Grupo Poéticas Digitais, Paço das Artes (2014);
- Singularidades/ Anotações, Paço Imperial Rio de Janeiro (2015);
- 6th Media Art Biennale WRO 2015, Wroclaw, Polônia (2015);
- Cibergeografías, Centro Cultural de España de Montevideo (2016);
- ISEA 2017/16Th Image Festival, Manizales, Colombia (2017);
- Naturaleza Viva – Muntref, BIENALSUR, Buenos Aires (2017);
- Paradoxo(s) da Arte Contemporânea, MAC USP (2018);
- Circuito Alameda. Exposição individual com o Grupo Poéticas Digitais no Laboratório Arte Alameda, México (2018).[17]

## Produção Bibliográfica
- Prado, Gilbertto; La Ferla, Jorge. Circuito Alameda. Ciudad de México: Instituto Nacional de Bellas Artes | Laboratorio Arte Alameda, 2018. ISBN: 978-607-605-583-0 96p.
- Prado, Gilbertto; Tavares, Monica; Arantes, Priscila (Org.). Diálogos transdisciplinares: arte e pesquisa. São Paulo : ECA/USP, 2016. 500 p. ISBN 978-85-7205-154-5.
- PRADO, Gilbertto. Arte telemática: dos intercâmbios pontuais aos ambientes virtuais multiusuário, Itaú Cultural, São Paulo, 2003.

## Prêmios
2016 - Distinção Especial Menção Honrosa pela trajetória acadêmica e contribuições - Escola de Comunicações e Artes - Universidade de São Paulo  (ECA/USP)
2015 - Patrono dos formandos 2015 do Curso de Multimeios da PUC-SP
2010 - Projeto Amoreiras (Grupo Poéticas Digitais),  instalação interativa, edital para realização e exposição na 5a Bienal de Arte e Tecnologia
2006 - Indicação para o prêmio de instalação multimedia multicanal - Canariamediafest06, Espanha, 12º Festival Internacional de Artes e Culturas Digitales de Gran Canária, Espanha
2005 - Prêmio Fomento à Produção - VI Prêmio Sergio Motta de Arte e Tecnologia, (Grupo Poéticas Digitais), Instituto Cultural Sergio Motta.
2003 - Indicação para o 11º Prêmio Möbius Internacional Multimídia, Prix Möbius França/Atenas, Grécia, Prix Möbius International / Atenas, Grécia.
2002 - Prêmio Programa Transmídia - Categoria Publicação, Itaú Cultural - São Paulo - SP.
2001 - Prêmio: 2º lugar - II FILE - Festival Internacional de Linguagem Eletrônica,, II FILE - Festival Internacional de Linguagem Eletrônica, MIS, Museu da Imagem do Som, São Paulo..
2001 - Menção Especial - 9º Prix Möbius International des Multimédias, Prix Möbius França/Publishers Association of China, Prix Möbius França/Publishers Association of China.
2001 - Indicação para o II Prêmio Sergio Motta, Instituto Cultural Sergio Motta - São Paulo.
2000 - VII Premio Nacional de Poesía Visual Joan Brossa, Tarragonès, Espanha, Ajuntament de Vespella de Gaià, Tarragonès, Espanha (trabalho conjunto com Alckmar Luis dos Santos).
2000- Prêmio Olho Latino- Pesquisa em artes 1999, Olho Latino/Campinas.
1998 - Premio do Juri, II Mostra Biennal D'Art D'Alcoi - Valencia - Espanha, II Mostra Biennal D'Art D'Alcoi - Valencia - Espanha.